# 三上真司
三上 真司（みかみ しんじ、1965年8月11日 - ）は、ゲームデザイナー。山口県岩国市出身。

## 人物
山口県立岩国高等学校から二浪を経て、1990年同志社大学商学部卒。大学在学中は中国拳法に打ち込む。就職活動の第一志望は新日鉄であったが、カプコンの入社説明会で辻本憲三の大風呂敷を広げる人柄に惹かれて入社。『カプコンクイズ ハテナ?の大冒険』、『アラジン』などを開発。
1990年に発売された「アドベンチャークイズ2 ハテナ?の大冒険」開発の際に、当初予算が500万円に対して最終的に880万円掛かっていた。
1996年にはディレクターとして『バイオハザード』を送り出し、その世界的な大ヒットから『バイオハザードの生みの親』として注目されることが多いが、本人はそう呼ばれることを嫌っている。
その後、『バイオハザード』シリーズ、『ディノクライシス』シリーズ、『デビルメイクライ』などをプロデュースする。また、『逆転裁判』1から3の製作総指揮をとった。『バイオハザード4』では自らディレクターも務めた（途中、チーフディレクターに変わる。それについては、『バイオハザード』シリーズ 供給媒体に関する経緯を参照）。
2004年7月1日にカプコンの子会社であるクローバースタジオに移籍し、『GOD HAND』のディレクターを務めるが、2005年の11月には親会社のカプコンを退社してフリーの立場で同作品を完成させる。同年12月に有限会社Straight Storyを起業。カプコン退社後もソフトウェア開発の契約は個別に結んでいる。2007年2月、SEEDS株式会社のちのプラチナゲームズ株式会社とのプロジェクトを個別契約を結び開発している。
2010年3月1日に株式会社Tango設立。10月28日にゼニマックスグループ傘下に入り、Tango Gameworksに改名。2010年に自らが運営する公式サイトでミニゲーム『HARAKIRI』を公開した。
Tango Gameworks在籍時は『サイコブレイク』『サイコブレイク2』『Ghostwire: Tokyo』『Hi-Fi Rush』を手掛けた。
2023年2月23日、ベセスダ・ソフトワークスの公式Twitterアカウントが、三上真司が今後数か月以内にTango Gameworksを離れることが決定したと発表した。

## 主な作品
- カプコンクイズ ハテナ?の大冒険（1990年12月21日、カプコン、GB）プランナー
- ロジャー・ラビット（1991年12月31日、カプコンUSA、GB）[5]
- アラジン（1993年11月26日、カプコン、SFC）
- グーフィーとマックス 海賊島の大冒険（1994年7月22日、カプコン、SFC）ゲームデザイナー
- バイオハザード（1996年3月22日、カプコン、PS）ディレクター
- バイオハザード2（1998年1月29日、カプコン、PS）プロデューサー
- ディノクライシス（1999年7月1日、カプコン、PS）プロデューサー・ディレクター
- バイオハザード3 LAST ESCAPE（1999年9月22日、カプコン、PS）プロデューサー
- バイオハザード CODE:Veronica（2000年2月3日、カプコン、DC）プロデューサー
- ディノクライシス2（2000年9月13日、カプコン、PS）エグゼクティブプロデューサー
- ふしぎ刑事（2000年10月26日、カプコン、PS）プロデューサー
- 鬼武者（2001年1月25日、カプコン、PS2）製作協力
- ガンサバイバー2 バイオハザード CODE：Veronica（2001年7月、カプコン、AC）スーパーバイザー
- デビルメイクライ（2001年8月23日、カプコン、PS2）エグゼクティブプロデューサー
- 逆転裁判（2001年10月12日、カプコン、GBA）製作総指揮
- バイオハザード（2002年3月22日、カプコン、GC）ディレクター
- BIOHAZARD GAIDEN（2002年03月29日、カプコン、GBC）アドバイザー
- 鉄騎（2002年9月12日、カプコン、XB）ゼネラルプロデューサー
- 逆転裁判2（2002年10月18日、カプコン、GBA）製作総指揮
- バイオハザード0（2002年11月21日、カプコン、GC）エグゼクティブアドバイザー
- P.N.03（2003年3月27日、カプコン、GC）ディレクター
- ビューティフル ジョー（2003年6月26日、カプコン、GC）エグゼクティブプロデューサー
- ディノクライシス3（2003年6月26日、カプコン、XB）エグゼクティブプロデューサー
- 逆転裁判3（2004年1月23日、カプコン、GBA）製作総指揮
- バイオハザード4（2005年1月27日、カプコン、GC）シナリオ・ディレクター
- killer7（2005年6月9日、カプコン、GC・PS2）プロデューサー
- GOD HAND（2006年9月14日、カプコン、PS2）ディレクター
- VANQUISH（2010年10月21日、セガ、PS3・X360・PC）ディレクター
- HARAKIRI（公式サイト、ミニゲーム）、ディレクター、モーションアクター、ゲームデザイナー
- シャドウ・オブ・ザ・ダムド（2011年9月22日、エレクトロニック・アーツ、PS3・X360）クリエイティブプロデューサー
- サイコブレイク / The Evil Within（2014年、ベセスダ・ソフトワークス、PS3・PS4・X360・XONE・PC）ディレクター
  - サイコブレイク: ザ・アサインメント（2015年、ベセスダ・ソフトワークス、PS3・PS4・X360・XONE・PC）エグゼクティブ・プロデューサー
  - サイコブレイク: ザ・コンセクエンス（2015年、ベセスダ・ソフトワークス、PS3・PS4・X360・XONE・PC）エグゼクティブ・プロデューサー
  - サイコブレイク: ザ・エクセキューショナー（2015年、ベセスダ・ソフトワークス、PS3・PS4・X360・XONE・PC）エグゼクティブ・プロデューサー
- Fallout 4（2015年、ベセスダ・ソフトワークス、PS4・XONE・PC）出演——高橋
- サイコブレイク2 / The Evil Within 2 (2017年10月13日、ベセスダ・ソフトワークス、PS4・XONE・PC) エグゼクティブ・プロデューサー
- Ghostwire: Tokyo（2022年3月25日、ベセスダ・ソフトワークス、PS5/PC）エグゼクティブ・プロデューサー[6]
- Hi-Fi Rush（2023年1月26日、ベセスダ・ソフトワークス、PC/Xbox Series X|S）エグゼクティブ・プロデューサー

※移植作品を含まず